# Portret Izabeli z Flemingów ks. Czartoryskiej
Portret Izabeli z Flemingów ks. Czartoryskiej – portret olejny na płótnie, stworzony przez Alexandra Roslina w 1774 r. Przedstawia księżną Izabelę z Flemingów Czartoryską – jedną z najważniejszych mecenasek i kolekcjonerek sztuki w Rzeczypospolitej doby oświecenia, żonę Adama Kazimierza Czartoryskiego.

## Historia
Do zbiorów Muzeum Narodowego w Krakowie obraz został zakupiony jako dzieło anonimowego XVIII wiecznego malarza francuskiego. Z czasem, na podstawie analizy formalnej atrybucję przypisano Alexandrowi Roslinowi, co po raz pierwszy zaproponował historyk sztuki Zdzisław Żygulski. Za tym autorstwem oprócz sposobu malowania obrazu ma świadczyć widoczna na obrazie data 1774 oraz resztki napisu nad ramieniem Izabeli Czartoryskiej, o treści „de l'ordre" co miałoby być skrótem od „chevalier de l’ordre de Gustav Vasa", wskazując na Alexandra Roslina, uhonorowanego Orderem Wazów. Izabela Czartoryska przebywała w Paryżu od 1773 r. do kwietnia 1774 r. Wówczas to musiał sportretować ją Roslin, który choć z pochodzenia był Szwedem, to od 1752 r. na stałe mieszkał w Paryżu. To tam rozwinęła się jego kariera portrecisty. Malował portrety indywidualne i zbiorowe, a jego klientami była europejska arystokracja, w tym rodziny królewskie – sportretował m.in. Gustawa III, Katarzynę II czy Pawła I.  

## Opis obrazu
Obraz ukazuje Izabelę Czartoryską w wieku 29 lat. W okresie tym rozpoczyna ona swoje największe działania fundatorskie – od 1771 r. powstaje jej Park na Powązkach, przebudowywany jest Pałac Błękitny przy ul. Senatorskiej w Warszawie, a od 1783 r. zacznie ona tworzyć swoje założenie rezydencjonalne w Puławach, gdzie w 1801 r. otworzy pierwsze publiczne muzeum na ziemiach polskich. Czartoryska sportretowana została w złotej, błyszczącej sukni z koronkowym obszyciem, owinięta zielonym szalem. Jej swobodna jak na ówczesną modę fryzura, przepasana złotą opaską, stonowana, naturalna kolorystyka obrazu oraz pogodny i życzliwy wyraz twarzy są przykładem wybitnego dzieła tej epoki, które w przyszłości będzie wielokrotnie kopiowane, jako jedno z najbardziej udanych przedstawień Izabeli Czartoryskiej. 

## Wystawy czasowe
- Rok Księżnej Izabeli, Muzeum Czartoryskich w Puławach, 10 maja 2019 – 30 czerwca 2019
- Le siècle français. Malarstwo i rysunek francuski XVIII wieku ze zbiorów polskich, Muzeum Narodowe w Warszawie, 28 lutego 2009 – 26 kwietnia 2009
- Leonardo da Vinci and the Splendor of Poland, Milwaukee Art Museum, Wisconsin, 12 września 2002 – 20 maja 2003